# 2005-ös MTV Video Music Awards
A 2005-ös MTV Video Music Awards díjátadója 2005. augusztus 28-án került megrendezésre, és a legjobb, 2004. július 1-től 2005. június 30-ig készült klipeket díjazta. A díjakat a miami AmericanAirlines Arena-ban adták át, az est házigazdája Diddy volt.
Az est legnagyobb nyertese a Green Day volt, amely hét díjat vihetett haza, köztük a Legjobb rock videót, a Legjobb csapatvideót, a Közönségdíjat és Az év videója díjat.
Habár a Katrina hurrikán közeledése miatt az elő-show legnagyobb részét törölték, a díjátadót sikerült gond nélkül lebonyolítani.

## Jelöltek
A győztesek félkövérrel vannak jelölve.

### Az év videója
Green Day — Boulevard of Broken Dreams
- Coldplay — Speed of Sound
- Snoop Dogg (közreműködik Pharrell) — Drop It Like It's Hot
- Gwen Stefani — Hollaback Girl
- Kanye West — Jesus Walks

### Legjobb férfi videó
Kanye West — Jesus Walks
- 50 Cent — Candy Shop
- Beck — E-Pro
- John Legend — Ordinary People
- Usher — Caught Up

### Legjobb női videó
Kelly Clarkson — Since U Been Gone
- Amerie — 1 Thing
- Mariah Carey — We Belong Together
- Shakira (közreműködik Alejandro Sanz) — La Tortura
- Gwen Stefani — Hollaback Girl

### Legjobb csapatvideó
Green Day — Boulevard of Broken Dreams
- The Black Eyed Peas — Don't Phunk with My Heart
- Destiny’s Child (közreműködik T.I. és Lil Wayne) — Soldier
- The Killers — Mr. Brightside
- U2 — Vertigo

### Legjobb új előadó egy videóban
The Killers — Mr. Brightside
- Ciara (közreműködik Missy Elliott) — 1,2 Step
- The Game — Dreams
- John Legend — Ordinary People
- My Chemical Romance — Helena

### Legjobb pop videó
Kelly Clarkson — Since U Been Gone
- Lindsay Lohan — Rumors
- Jesse McCartney — Beautiful Soul
- Ashlee Simpson — Pieces of Me
- Gwen Stefani — Hollaback Girl

### Legjobb rock videó
Green Day — Boulevard of Broken Dreams
- Foo Fighters — Best of You
- The Killers — Mr. Brightside
- My Chemical Romance — Helena
- Weezer — Beverly Hills

### Legjobb R&B videó
Alicia Keys — Karma
- Mariah Carey — We Belong Together
- Ciara (közreműködik Ludacris) — Oh
- John Legend — Ordinary People
- Usher és Alicia Keys — My Boo

### Legjobb rap videó
Ludacris — Number One Spot
- Eminem — Just Lose It
- The Game (közreműködik 50 Cent) — Hate It or Love It
- T.I. — U Don't Know Me
- Ying Yang Twins — Wait (The Whisper Song)

### Legjobb hiphopvideó
Missy Elliott (közreműködik Ciara és Fatman Scoop) — Lose Control
- Common — GO!
- Nas (közreműködik Olu Dara) — Bridging the Gap
- Snoop Dogg (közreműködik Pharrell) — Drop It Like It's Hot
- Kanye West — Jesus Walks

### Legjobb dance videó
Missy Elliott (közreműködik Ciara és Fatman Scoop) — Lose Control
- Ciara (közreműködik Missy Elliott) — 1, 2 Step
- Destiny’s Child — Lose My Breath
- Jennifer Lopez — Get Right
- Shakira (közreműködik Alejandro Sanz) — La Tortura

### Legnagyobb áttörés
Gorillaz — Feel Good Inc.
- Missy Elliott (közreműködik Ciara és Fatman Scoop) — Lose Control
- Eminem — Mosh
- Sarah McLachlan — World on Fire
- U2 — Vertigo

### Legjobb rendezés
Green Day — Boulevard of Broken Dreams (Rendező: Samuel Bayer)
- Missy Elliott (közreműködik Ciara és Fatman Scoop) — Lose Control (Rendező: Dave Meyers és Missy Elliott)
- Jennifer Lopez — Get Right (Rendező: Francis Lawrence és Diane Martel)
- U2 — Vertigo (Rendező: Alex és Martin)
- The White Stripes — Blue Orchid (Rendező: Floria Sigismondi)

### Legjobb koreográfia
Gwen Stefani — Hollaback Girl (Koreográfus: Kishaya Dudley)
- Amerie — 1 Thing (Koreográfus: Jamaica Scott)
- Missy Elliott (közreműködik Ciara és Fatman Scoop) — Lose Control (Koreográfus: Hi-Hat)
- Jennifer Lopez — Get Right (Koreográfus: Richmond Talauega and Anthony Talauega)
- My Chemical Romance — Helena (Koreográfus: Michael Rooney)

### Legjobb speciális effektek
Gorillaz — Feel Good Inc. (Speciális effektek: Passion Pictures)
- Coldplay — Speed of Sound (Speciális effektek: A52)
- Missy Elliott (közreműködik Ciara és Fatman Scoop) — Lose Control (Speciális effektek: Radium)
- Ludacris — Number One Spot (Speciális effektek: 20Twenty)
- The Mars Volta — The Widow (Speciális effektek: Artificial Army)
- U2 — Vertigo (Speciális effektek: Jam Abelenet)

### Legjobb művészi rendezés
Gwen Stefani — What You Waiting For? (Művészi rendezés: Zach Matthews)
- Green Day — American Idiot (Művészi rendezés: Jan Roelfs)
- The Killers — Mr. Brightside (Művészi rendezés: Laura Fox)
- System of a Down — B.Y.O.B. (Művészi rendezés: Jeremy Reed)
- The White Stripes — Blue Orchid (Művészi rendezés: Sue Tebbutt)

### Legjobb vágás
Green Day — Boulevard of Broken Dreams (Vágó: Tim Royes)
- Coldplay — Speed of Sound (Vágó: Adam Pertofsky)
- Foo Fighters — Best of You (Vágó: Nathan "Karma" Cox)
- Jennifer Lopez — Get Right (Vágó: Dustin Robertson)
- Simple Plan — Untitled (Vágó: Richard Alarcron)
- Gwen Stefani — What You Waiting For? (Vágó: Dustin Robertson)

### Legjobb operatőr
Green Day — Boulevard of Broken Dreams (Operatőr: Samuel Bayer)
- Coldplay — Speed of Sound (Operatőr: Harris Savides)
- Modest Mouse — Ocean Breathes Salty (Operatőr: Danny Hiele)
- Simple Plan — Untitled (Operatőr: Michael Bernard)
- U2 — Vertigo (Operatőr: Omer Ganai)
- The White Stripes — Blue Orchid (Operatőr: Chris Soos)

### Legjobb videójáték betétdal
Dance Dance Revolution Extreme (Konami)
- Def Jam: Fight for NY (Electronic Arts)
- Madden NFL 2005 (Electronic Arts)
- Midnight Club 3: DUB Edition (Rockstar Games)
- Tony Hawk's Underground 2 (Activision)

### MTV2 díj
Fall Out Boy — Sugar, We're Goin Down
- Akon (közreműködik Styles P) — Locked Up
- The Bravery — An Honest Mistake
- Daddy Yankee — Gasolina
- Mike Jones (közreműködik Slim Thug és Paul Wall)  — Still Tippin'
- My Chemical Romance — Helena

### Közönségdíj
Green Day — American Idiot
- Kelly Clarkson — Since U Been Gone
- My Chemical Romance — Helena
- Shakira (közreműködik Alejandro Sanz) — La Tortura
- Snoop Dogg (közreműködik Pharrell) — Drop It Like It's Hot

## Fellépők

### Elő-show
- Mike Jones (közreműködik Slim Thug és Paul Wall)  — Still Tippin'
- Rihanna — Pon de Replay
- Fall Out Boy — Sugar, We're Goin Down

### Fő show
- Green Day — Boulevard of Broken Dreams
- Ludacris (közreműködik Bobby Valentino) — Pimpin' All Over the World
- MC Hammer — U Can't Touch This
- Shakira (közreműködik Alejandro Sanz) — La Tortura
- R. Kelly — Trapped in the Closet
- The Killers — Mr. Brightside
- Diddy és Snoop Dogg — Tribute to Biggie
- Don Omar — Reggaeton Latino
- Tego Calderón — El Abayarde
- Daddy Yankee — Gasolina
- Coldplay — Speed of Sound
- Kanye West (közreműködik Jamie Foxx) — Gold Digger
- Mariah Carey (közreműködik Jadakiss és Jermaine Dupri) — Shake It Off/We Belong Together
- 50 Cent (közreműködik Mobb Deep és Tony Yayo) — Disco Inferno/Outta Control/So Seductive
- My Chemical Romance — Helena
- Kelly Clarkson — Since U Been Gone

## Díjátadók
- Nelly és Lindsay Lohan — Legjobb női és férfi videó
- Orlando Bloom és Kirsten Dunst — Legjobb rock videó
- Ashlee és Jessica Simpson — Legjobb R&B videó
- Usher — Legjobb dance videó
- Lil' Kim és Jeremy Piven — Legjobb rap videó
- Common és Johnny Knoxville — MTV2 díj
- Fat Joe — Legjobb hiphopvideó
- Ricky Martin és Joss Stone — Legjobb pop videó
- Snoop Dogg és  Dane Cook — Legjobb új előadó
- Lil Jon és Paulina Rubio — Legnagyobb áttörés
- Bow Wow és Paris Hilton — Közönségdíj
- Jamie Foxx és Destiny’s Child — Az év videója